# Saiyuki Reload
Saiyuki Reload (jap. 最遊記 RELOAD, Gensōmaden Saiyūki) ist ein Manga der japanischen Zeichnerin Kazuya Minekura und die Fortsetzung ihres Werkes Saiyuki. Der Manga wurde mehrmals verfilmt. Das Werk lässt sich in die Genre Fantasy, Action und Abenteuer einordnen.

## Inhalt
Die Geschichte setzt die Reise des Priesters Genjo Sanzo, des Affengottes Son Goku, des Dämonen Cho Hakkai und des Halbdämonen Sha Gojo fort. Diese reisen nach Westen, um ihre Welt vor einem mächtigen Dämon zu bewahren.

## Entstehung und Veröffentlichung
Der Manga erscheint seit 2002 im Manga-Magazin Comic Zero-Sum des Verlags Issaisha. Die Einzelkapitel wurden in bisher acht Sammelbänden veröffentlicht. In englischer Übersetzung erschien die Reihe bei Tokyopop in den USA.

## Anime-Fernsehserie
Das Studio Pierrot produzierte 2003 unter der Regie von Tetsuya Endo eine 15-teilige Anime-Fernsehserie auf Basis des Mangas. Das Charakterdesign entwarf Noriko Otake und die künstlerische Leitung übernahm Mio Ishiki. Die Serie wurde vom 2. Oktober 2003 bis zum 25. März 2004 durch den japanischen Sender TV Tokyo ausgestrahlt. Vom 1. April 2004 bis 23. September 2004 folgte die zweite Staffel unter dem Titel Saiyuki Gunload mit 26 Folgen.
Die Serie wurde auf Englisch durch Animax-asia ausgestrahlt sowie ins Französische und Tagalog übersetzt.

### Synchronisation
| Rolle       | Japanischer Sprecher (Seiyū) |
| ----------- | ---------------------------- |
| Cho Hakkai  | Akira Ishida                 |
| Sha Gojyo   | Hiroaki Hirata               |
| Son Goku    | Souichiro Hoshi              |
| Genjo Sanzo | Toshihiko Seki               |
| Kōgaiji     | Takeshi Kusao                |

### Musik
Die Musik der Serie wurde komponiert von Daisuke Ikeda. Der Vorspanntitel der ersten Staffel, Wild Rock, wurde produziert von BUZZLIP. Die Abspannlieder der zweiten Staffel sind ID von flow-war und Fukisusabu Kaze no Naka de von WAG. Für den Vorspann von Saiyuki Gunlock verwendete man Don't look back again von WAG und für die Abspanne Mitsumeteitai von flow-war und Shiro no Jumon von doa.

## OVA
Im April 2007 erschien in Japan eine Original Video Animation zu Saiyuki Reload unter dem Titel Saiyuki Reload: Burial. Bei der dreiteiligen Produktion von Studio Pierrot führte Koichi Ohata Regie. Das Charakterdesign entwarf Yonzo, künstlerischer Leiter war Yuji Ikeda. Der Vorspanntitel ist Late-Show von Garden, das Abspannlied shiny moon von Toshihiko Seki, Souichiro Hoshi und Hiroaki Hirata.
Die OVA handelt von Vorgeschichten der Charaktere und basiert auf den Bänden 3 und 4 des Mangas.